# シック・ジャパン
シック・ジャパン株式会社は、男性の髭剃りや、女性のムダ毛処理に使う、剃刀（かみそり）を製造、販売するメーカー。

## 概要
シックブランドは、アメリカの軍人だったヤコブ・シックにより創設された。それまでのカミソリは、ブレード(刃)とハンドル(柄)が一体化したカミソリで、切れなくなったら自分で研いだり、メンテナンスする必要があった。ヤコブ・シックは、連発式ライフル銃の構造をヒントに、マガジン式連続充填型カミソリを発明。替え刃をワンタッチで交換できる革命的な製品であった。その後、紆余曲折を経て、現在ではアメリカの大手電池メーカーであるエナジャイザー・ホールディングス（Energizer Holdings）傘下の「エッジウェル・パーソナル・ケア」より発売されている。シック・ジャパンは、シック製品の事業を継続しているほか、かつては電池事業も日本市場で展開していた。エナジャイザーによる電池事業は元々、エナジャイザー社と提携していた富士フイルムが日本市場で展開していたが、富士フイルムの電池事業撤退により、シック・ジャパンが継承し、単3型と単4型のリチウム電池、単6型のアルカリ電池や、LEDライトなどを展開していたが、2015年7月に小泉成器にエナジャイザー事業を譲渡した。
第二次世界大戦後、シックブランドの製品が輸入され、日本の髭剃りに革新的な進歩をもたらした。実際、2006年現在、日本でのシェアは1位である。（世界全体で見れば、剃刀ではP&Gグループのジレット社が最大手で、シックは2番手である）

## 沿革

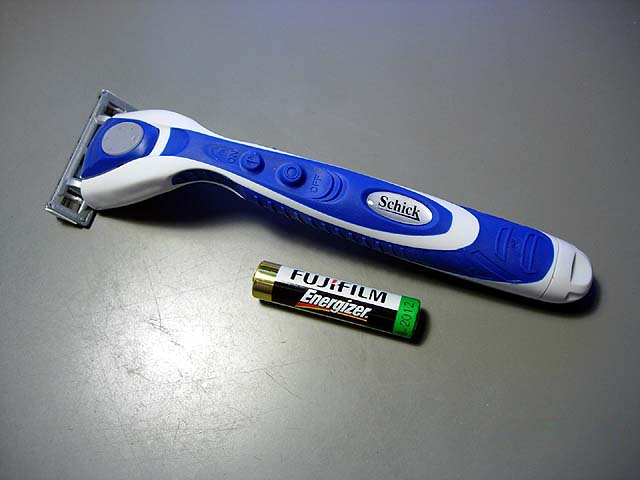
クアトロ4チタニウム（振動タイプ）のホルダー。電池は親会社エナジャイザー製のものが付属していた。

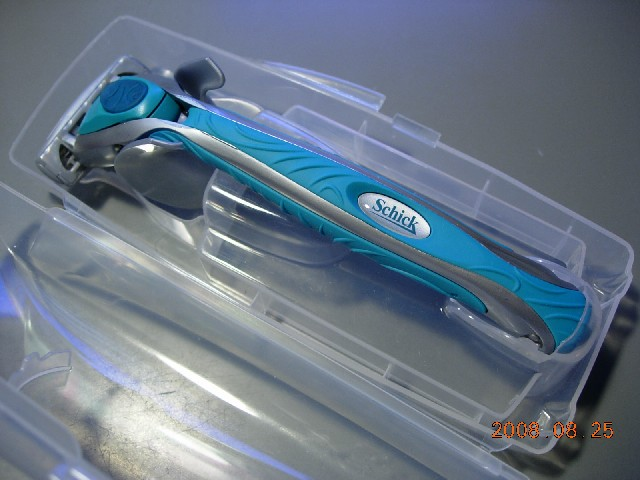
クアトロ4フォーウーマンのホルダー。

- 1960年、桜薬品工業株式会社が設立される。
- 1962年、替刃の輸入が自由化される。
- 1964年、ステンレス両刃を発売する。
- 1968年、日本ワーナー・ランバート株式会社に社名を変更する。
- 1972年、2枚刃カミソリ、スーパーIIを発売する。
- 1975年、理容業務専用替刃を発売する。
- 1980年、ワーナー・ランバート株式会社に社名を変更する。女性用2枚刃カミソリを発売する。
- 1999年、アモルファスダイアモンドコーティングを導入する。
- 2000年、ワーナー・ランバートInc.に社名を変更する。アメリカのワーナー・ランバートがファイザーと経営統合される。
- 2002年、ファイザー・コンシューマーInc.に社名を変更する。曲がる3枚刃カミソリを発売する。マイクロ・セーフティ・ワイヤー採用のディスポを発売する。
- 2003年、アメリカのファイザーは、医療用医薬品に集中するために、その他の事業の売却を始める。まず、ワーナー・ランバートの傘下でガム、キャンディーなどを製造販売するアダムスを菓子メーカーのキャドバリー・シュウェップスに譲渡し、カミソリを製造販売するシックを電池メーカーのエナジャイザーに売却する。その結果、シックの日本法人としてシック・ジャパン株式会社が設立される。
- 2004年、世界初の4枚刃カミソリ、クアトロ4を発売する。女性用モイスチャーソープ付3枚刃カミソリ、イントゥイションを発売する。
- 2006年、女性用4枚刃カミソリ、クアトロ4フォーウーマンを発売する。世界初のチタンコートの4枚刃、クアトロ4チタニウムを発売する。
- 2008年、グリップに電動トリマーを内蔵した、クアトロ4チタニウムレボリューションを発売する。
- 2009年、クアトロ4チタニウムレボリューションの女性向け製品としてクアトロ4フォーウーマントリムスタイルを発売する。
- 2015年7月、エナジャイザー事業（乾電池・LEDライト）を小泉成器に譲渡。

なお、1980年代までは、シック製品の販売総代理店として服部セイコー（現：セイコーホールディングス）と提携していた。

## 主な商品

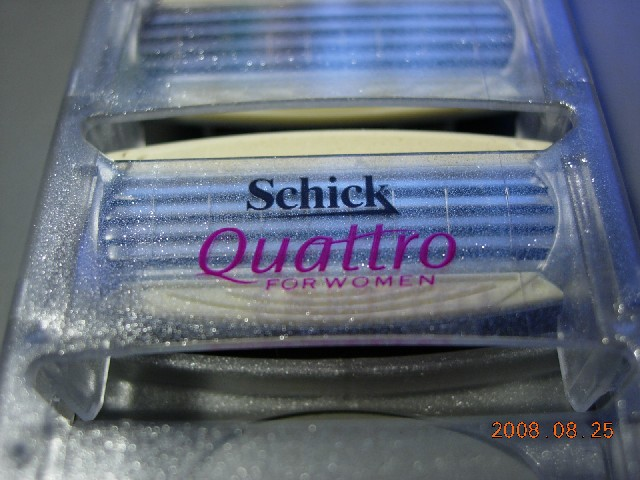
クアトロ4フォーウーマンの替刃。女性用として初めて4枚刃を採用した。

シェーブガードは、日本で最も広く流通しているシェービング剤である。「緑のキャップに男性の顔付き白フォーム缶」のデザインは年齢に限らず広く定着し、スーパーマーケットからコンビニエンスストアまで、カミソリを取り扱うほとんどの売場に存在している。この缶デザインの男性の顔は時代によって変化しており、最近ではアメリカの有名俳優似の顔になっている。
1995年に2枚刃のカミソリ「プロテクター」を発売、「切れてな〜い」のCMで一世を風靡した（マイク・ベルナルドなどが出演）。
2004年に世界初の4枚刃カミソリ「クアトロ4」と、女性用の固形ソープ付ボディカミソリ「イントゥイション」を開発、発売した。
なお、男性用のクアトロ4と女性用のクアトロ4フォーウーマンは互換性があり、替刃とホルダーを混在して使用できる。ホルダーは基本的に同一のもので、例えばクアトロ4 フォーウーマン トリムスタイルはクアトロ4チタニウム レボリューションの色違いに過ぎず、異なるのは替刃である。
替刃はアメリカ製とドイツ製があり、ドイツ製はナイフや包丁で世界的に有名な刃物の街ゾーリンゲンで製造されている。